# 우오자키정
우오자키정(魚崎町)은 효고현 무코군에 속해있던 정이다. 1914년 5월 우오자키촌에서 단독으로 정으로 승격해 성립되어 1950년에 고베시에 합병되어 히가시나다구의 일부가 되었다.
현 명칭(쇼와 44~45년 제정)으로는 우오자키미나미정, 우오자키나카정, 우오자키키키타정, 우오자키니시정 및 고난정 3・4・5정목의 각 일부가 옛 마을에 해당한다(우오자키하마정은 인공섬으로 당시에는 존재하지 않았다).
우오자키촌은 정촌제 시행 당시 상가가 많았던 우오자키촌(스미요시강 하구부 양안)와 농촌지대인 요코야무라(스미요시강 좌안에서 덴카미가와강 하구 우안 사이)가 합병하여 성립되었다. 두 지역 모두 읍제 시대에 도시화가 현저하게 진행되어 공습의 피해를 심하게 입었지만, 부호들의 저택이 있던 자리에 주택이 들어서면서 부흥이 진행되었다. 

## 역사
- 1889년 4월 1일 - 정촌제 시행에 수반해 우하라군 우오자키촌이 성립하였다.
- 1893년 - 천연두 유행. 발병 4명, 사망 1명.
- 1895년 - 촌 주민이 처음으로 자전거를 소유.
- 1896년 4월 1일 - 우하라군, 야타베군이 합병해 무코군이 성립하였다.
- 1914년 5월 - 정으로 승격되었다.
- 1950년 4월 1일 - 미카게정, 스미요시촌과 함께 고베시 히가시나다구에 편입해 소멸하였다.

## 교통

### 철도
- 한신 전기 철도
  - 한신 본선

### 도로
- 국도 제2호선

## 참고문헌
- 가도카와 일본지명 대사전 28권